# Siriella hanseni
Siriella hanseni är en kräftdjursart som beskrevs av W. M. Tattersall 1922. Siriella hanseni ingår i släktet Siriella och familjen Mysidae. Inga underarter finns listade i Catalogue of Life.